# Zirkus meines Lebens
Zirkus meines Lebens ist eine in Schwarz-Weiß produzierte Fernsehserie des ZDF, die 1968 ausgestrahlt wurde.

## Handlung
Vater Walter, Mutter Lydia und die Kinder Alexandra und Niko sind die Farells, eine Familie, die mit ihrem kleinen Zirkus von Stadt zu Stadt zieht. Sie müssen sich wie viele andere Familienzirkusse damit auseinandersetzen, dass im Zeitalter von Film und Fernsehen ihr Traditionsunternehmen wirtschaftlich in der Krise steckt. Im Handlungsverlauf erlebt die Familie zahlreiche lustige, turbulente und auch nicht ungefährliche Abenteuer, in die einzelne ihrer Artisten und auch Zuschauer verwickelt sind.

## Episoden
| Folge | Titel                         | Ausstrahlung     |
| ----- | ----------------------------- | ---------------- |
| 1     | Vermont und die Königstiger   | 5. Februar 1968  |
| 2     | Salto mortale                 | 19. Februar 1968 |
| 3     | Pamela und die Elefanten      | 4. März 1968     |
| 4     | Die klugen Hunde              | 18. März 1968    |
| 5     | Ninok der Clown               | 1. April 1968    |
| 6     | Die fliegenden Menschen       | 29. April 1968   |
| 7     | Die sechs Morenos             | 13. Mai 1968     |
| 8     | Evers und seine Löwen         | 27. Mai 1968     |
| 9     | Bongo, der Schimpanse         | 10. Juni 1968    |
| 10    | Die sechs Lianos              | 24. Juni 1968    |
| 11    | Alba und seine Pferde         | 8. Juli 1968     |
| 12    | Das Motorrad in der Steilwand | 22. Juli 1968    |
| 13    | Wallner und seine Bären       | 5. August 1968   |

## DVD-Veröffentlichung
Die Serie wurde am 28. Juni 2019 in einer Komplettbox mit allen 13 Episoden von Pidax veröffentlicht.